# Wild Women and Tame Lions
Wild Women and Tame Lions è un cortometraggio muto del 1918 diretto da William Campbell.

## Produzione
Il film fu prodotto dalla Fox Film Corporation (come Sunshine Comedies).

## Distribuzione
Distribuito dalla Fox Film Corporation, il film - un cortometraggio in due bobine - uscì nelle sale cinematografiche USA il 2 giugno 1918. In Danimarca, gli venne dato il titolo Vilde Kvinder og tamme Løver!.